# Camair-Co
« L'étoile du Cameroun »
Cameroon Airlines Corporation, opérant sous le nom de Camair-Co est une compagnie aérienne camerounaise, agissant comme porte-drapeau du pays dans le domaine aérien, succédant ainsi à Cameroon Airlines. Le siège social de cette compagnie aérienne est basé à Douala, et  sa plate-forme de correspondance principale est  l'aéroport international de Douala.

## Histoire

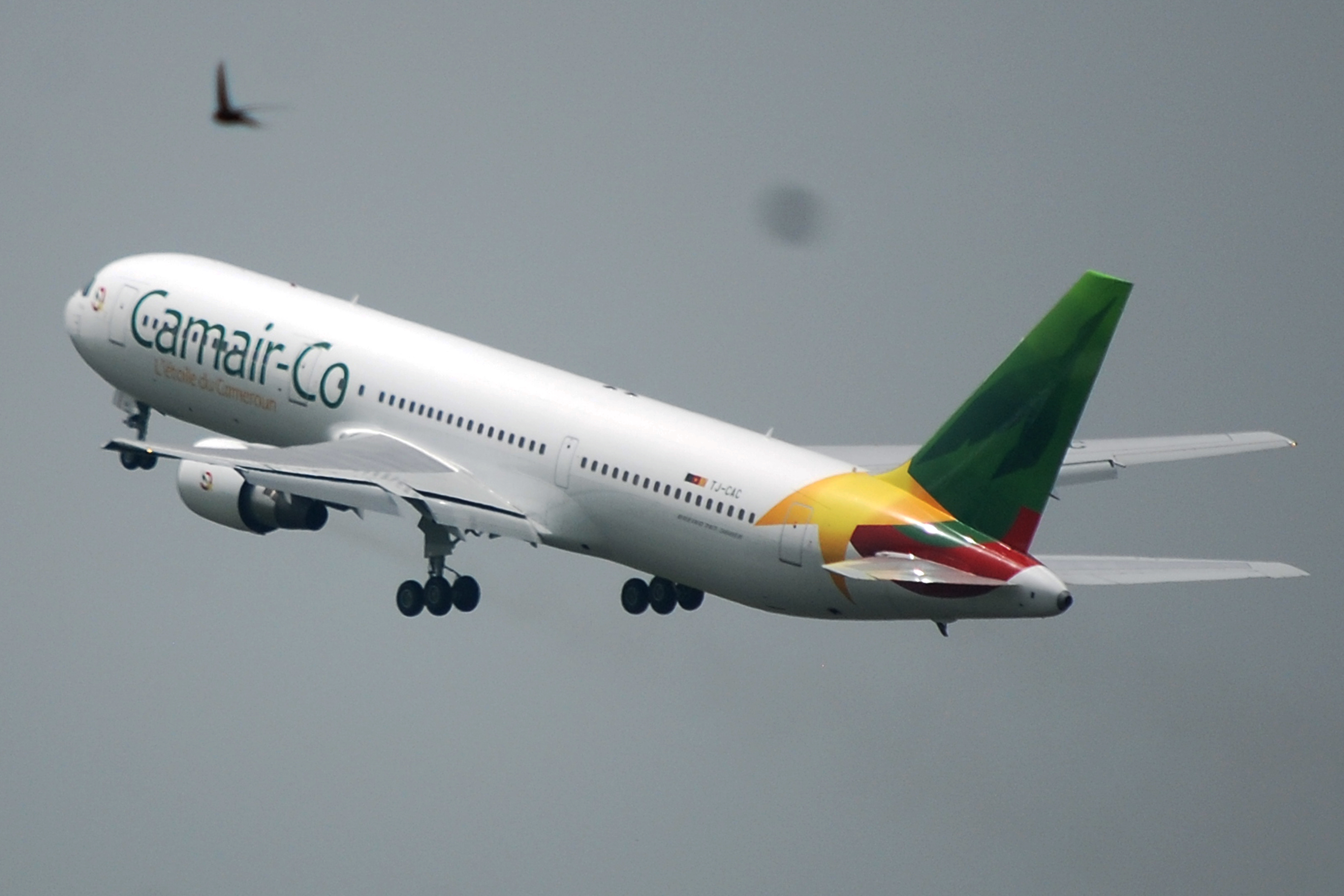
Vol inaugural le 28 mars 2011.

Camair-Co est spécialisée dans le transport aérien de marchandises et de passagers. Créée par un décret présidentiel du 11 septembre 2006, son unique actionnaire est l'État du Cameroun. Camair-Co est placée sous la double tutelle des ministères chargés des transports et des finances. La gouvernance de l'entreprise s'articule autour d'une assemblée générale présidée par le ministre chargé des finances, d'un conseil d'administration et d'une direction générale. Son vol inaugural a eu lieu le 28 mars 2011 avec une liaison Douala-Yaoundé-Douala et un vol long courrier, le même jour, Douala-Yaoundé-Paris,.
En 2020, le gouvernement Camerounais fait part de son objectif de privatiser 51 % de la compagnie aérienne nationale ,.

## Flotte

### Flotte en opération
En mai 2018, Camair-Co compte six appareils dans sa flotte, avec une moyenne d'âge de 7,9 ans.
| Type d'avion        | Nombre de places | Immatriculation |
| ------------------- | ---------------- | --------------- |
| Boeing 767-300ER    | 210              | TJ-CAC          |
| Boeing 737-700      | 128              | TJ-QCB          |
| Boeing 737-700      | 128              | TJ-QCA          |
| Xian MA60-600       | 60               | TJ-QDA          |
| Xian MA60-600       | 60               | TJ-QDB          |
| Bombardier Q Series | 78               | TJ-QDC          |

### Flotte en commande
En octobre 2012, Camair-Co a commandé deux Boeing 787-8 Dreamliners pour près de 429 millions de dollars. Ces avions devaient entrer en service en 2015 pour des vols internationaux. Mais en 2015, ces avions ne sont toujours pas entrés en service et il n'y a aucune nouvelle les concernant. L’argent ayant fini, la commande est annulée. 

## Destinations
| Cameroun - Douala DLA hub - Yaoundé NSI - Garoua GOU - Maroua MVR - Ngaoundéré NGE - Bafoussam - Bamenda | Afrique de l'ouest Cotonou COO Dakar DSS Abidjan ABJ Lagos LOS | Afrique centrale Ndjamena NDJ Bangui BGF Libreville LBV |

## Liste des présidents de la compagnie
- Alex Van Elk : 2011-2012.
- Matthijs Boertien : 2012 au 11 septembre 2013.
- Frédéric Mbotto Edimo : 11 septembre 2013 - 20 juin 2014.
- Jean Paul Nana Sandjo : 20 juin 2014 au 22 août 2016.
- Ernest Dikoum : 22 août 2016[12] à Mai 2019.
- Lois Georges Njipendi Kuotu : du 27 mai  2019 au 7 janvier 2021[13].
- Jean Christophe Ela Nguema: Depuis le 7 janvier 2021

## Chiffres

### Restructuration
Proposé par Boeing Consulting et approuvé le lundi 25 juillet 2016 par Paul Biya, un plan de relance où l'état du Cameroun va injecter 91,5 millions d’euros dans Camair-Co et prévoit 27 dessertes et l’acquisition de 9 aéronefs pour renforcer la flotte d’ici à 2019, portant la flotte à 14 appareils pour desservir les 27 destinations – nationales, régionales et intercontinentales. 
Boeing Consulting va accompagner  la compagnie dans cette restructuration durant 18 mois. A ce jour, ce plan est resté non implémenté ce qui ne permet pas une exploitation optimale de la compagnie qui continue sa descente aux enfers.

### Dettes
La dette sera reprise et restructurée par l’état. Elle s’élève à la mi 2016 à 35 milliards de F CFA, dont 20 milliards dus à des institutionnels camerounais, Camtel, ADC. Le reste est la dette envers les fournisseurs.

## Philatélie
En 2011, la république du Cameroun émet deux timbres pour commémorer le premier vol de Camair-Co.

### Articles Connexes
- Transport au Cameroun